# Kávészínű hangyászgébics
A kávészínű hangyászgébics (Thamnistes anabatinus) a madarak osztályának verébalakúak (Passeriformes) rendjébe és a hangyászmadárfélék (Thamnophilidae) családjába tartozó faj.

## Rendszerezése
A fajt is Philip Lutley Sclater és Osbert Salvin írták le 1860-ban.

## Alfajai
- Thamnistes anabatinus anabatinus - P. L. Sclater & Salvin, 1860 - Mexikó, Guatemala, Belize és Honduras
- Thamnistes anabatinus aequatorialis - P. L. Sclater, 1862
- Thamnistes anabatinus rufescens - Cabanis, 1873 vagy Thamnistes rufescens
- Thamnistes anabatinus saturatus - Ridgway, 1908 -  Nicaragua, Costa Rica és Panama
- Thamnistes anabatinus coronatus - Nelson, 1912 - Panama és Kolumbia
- Thamnistes anabatinus intermedius - Chapman, 1914
- Thamnistes anabatinus gularis - Phelps, 1956[2]

## Előfordulása
Mexikó, Costa Rica, Honduras, Nicaragua, Panama, Belize, Bolívia, Kolumbia, Ecuador, Guatemala, Peru és  Venezuela területén honos. 
Természetes élőhelyei a szubtrópusi és trópusi síkvidéki és hegyi esőerdők.

## Megjelenése
Testhossza 15 centiméter, testtömege 19-23 gramm. A szárnya és a farka vörös. A nemek hasonlóak, de a hím hátán egy narancs csík található.

## Életmódja
Egyedül, párban, csoportokban vagy vegyes fajú csoportokban lehet látni őket. Rovarokkal és más ízeltlábúakkal táplálkozik.

## Szaporodása
A fészek a fán 7–15 m magasságban helyezkedik el. Fészekalja 2 barna színű, fehér pettyes tojásból áll. A tojások költését, a fiókák etetését és gondozását mindkét szülő végzi.

## Természetvédelmi helyzete
Az elterjedési területe rendkívül nagy, egyedszáma viszont csökken, de még nem éri el a kritikus szintet. A Természetvédelmi Világszövetség Vörös listáján nem fenyegetett fajként szerepel.